# Bert Vogelstein
Bert Vogelstein (Baltimore, 2 de junho de 1949) é um médico pesquisador do câncer estadunidense.

## Prêmios
- Prêmio Internacional da Fundação Gairdner 1992[1]
- Prêmio Dickson de Medicina 1994
- Prêmio Ernst Schering 1994
- Prêmio Louisa Gross Horwitz 1998
- Prêmio Paul Ehrlich e Ludwig Darmstaedter 1998
- Prêmio William Allan 1998
- Prêmio Charles S. Mott 2000
- Prêmio Harvey 2001
- Prêmio Princesa das Astúrias 2004
- Breakthrough Prize in Life Sciences 2013